# Саут Монровија Ајланд (Калифорнија)
Саут Монровија Ајланд (енгл. South Monrovia Island) насељено је место без административног статуса у америчкој савезној држави Калифорнија.

## Демографија
По попису из 2010. године број становника је 6.777.
| Група             | 2000.    | 2010.         |
| Белци             | 0 (0,0%) | 741 (10,9%)   |
| Афроамериканци    | 0 (0,0%) | 570 (8,4%)    |
| Азијати           | 0 (0,0%) | 418 (6,2%)    |
| Хиспаноамериканци | 0 (0,0%) | 5.013 (74,0%) |
| Укупно            | 0        | 6.777         |